# Федерация гандбола Казахстана
Федерация гандбола РК была образована в 1992 году для развития в Казахстане этого вида спорта, входящего в программу летних Олимпийских игр.

## Структура
Первым президентом ОО «Федерация Гандбола Республики Казахстан» был Есет Амиржанов, которого в 2000 году сменила занимающая эту должность и по сей день Гульнара Исмагуловна Турлыханова.

## Чемпионаты и соревнования
В период с 2009 по 2011 годы Федерация гандбола РК совместно с Дирекцией штатных национальных команд и Акиматом
г. Алматы были проведены в Казахстане Чемпионаты Азии для молодёжных
и взсролых женских команд, все три этапа – региональный, континентальный
и финал – турнира Международной Федерации гандбола «Переходящий
Трофей МФГ». В декабре 2010 года сборная Казахстана одержала победу в Чемпионате Азии и заняла второе место в финале Переходящего трофея. 